# Afterlife (jogo eletrônico)
Afterlife é um jogo de estratégia para computador criado pela LucasArts. Nele, o jogador é um demiurgo, um ser supremo que constrói e comanda o céu e o inferno. Seu objetivo é acolher as almas e mandá-las a uma recompensa (céu) ou a um castigo (inferno), conforme suas necessidades. Para isso, é necessário construir portões de entradas no além, delimitar as áreas de recompensa ou castigo, construir estradas para levar as almas, como também estações do carma, que nada mais são que a saída das almas de volta à vida. Lançado em 1996.